# Battaglia di Castel di Sangro
La battaglia di Castel di Sangro fu una battaglia minore della guerra austro-napoletana che si svolse il 13 maggio 1815 nel comune di Castel di Sangro nell'Italia centrale. La battaglia provocò la messa in rotta delle forze napoletane.
In seguito alla sconfitta nella battaglia di Tolentino, la 4ª Divisione dell'esercito napoletano, comandata dal generale Andrea Pignatelli di Cerchiara, si era staccata dall'esercito principale comandato dal loro re, Gioacchino Murat, e si stava ritirando a sud. Il comandante delle forze austriache, Federico Bianchi, inviò all'inseguimento la sua avanguardia, composta da ussari ungheresi e cacciatori (jägers) tirolesi. Gli austriaci raggiunsero alla fine i napoletani il 13 maggio nel comune di Castel di Sangro. Vedendo gli ussari, i napoletani formarono i quadrati. Tuttavia a causa della disastrosa campagna, la 4ª Divisione era stata ridotta a meno di 2 000 uomini. Gli ussari fecero irruzione nei quadrati napoletani e mandarono allo sbando le truppe rimaste.